# Yersinios
Yersinios är en infektionssjukdom som orsakas av bakterien Yersinia enterocolitica. Ofta är det barn som drabbas av starka infektionssymptom så som diarré, feber, buksmärtor och hudutslag som varar i 1-3 veckor men det finns de som får följdsjukdomar i form av artrit.  Infektionssjukdomen förs lättast över till individen vid intag av förorenade livsmedel såsom fläskkött och mjölkprodukter. År 2005 var Yersinios anmälningspliktig i 17 av 21 EU-medlemsländer plus Norge. Kriterierna för att anmäla bakterien varierar från land till land och det är därför svårt att få en exakt bild över hur spritt Yersinios är över världen.

## Smittspridning
I 65-90% av Yersinios har det visat sig att bakterien kommer från livsmedel och i synnerhet kött från gris.  Många inrapporterade utbrott och sporadiska fall kopplade till Y. enterocolitica har upptäckts i underkokt eller rått fläskkött. Y. enterocolitica finns i svalg och tarm hos grisen och för över bakterien under slaktprocessen. Bakterien förekommer oftast inte i andra livsmedel än fläskkött men det är svårt att helt utesluta andra källor såsom grönsaker och mejeriprodukter. Den optimala temperaturen för Y. enterocolitica att tillväxa i är runt 20-30 grader C men Y. enterocolitica är en psykrotrof och kan därför tillväxa även i temperaturer så låga som 0 grader C.  I och med att handel mellan länder förekommer betyder det att bakterien också färdas mellan länder och på så vis är svår att spåra. Eftersom de flesta fallen av Yersinios är utspridda, är det svårt att utveckla kunskapen om smittkällorna och smittvägarna. Att föra över infektionen från person till person är ovanligt.

## Sjukdomsförlopp

### Symptom
De symptom som uppkommer vid Yersinios är diarrér, ofta blodiga, inflammation i tunntarmen eller i både tunn- och tjocktarmen. Även feber, magsmärtor och kräkningar är vanliga. Symptomen varierar beroende på ålder hos de drabbade, det är nästan uteslutande barn och unga vuxna som smittas och då barn under 5 år.  Barn och unga vuxna drabbas främst av magsmärtor och diarrér. Vuxna och äldre kan också drabbas av magsmärtor , ofta i högre nedre buk vilket kan liknas vid blindtarmsinflammation som kan leda till en onödig operation. Detta orsakas av inflammation i lymfkörtlarna. Vuxna och äldre kan även bara få symptom som halsont. Det inflammatoriska tillståndet varar ca. 3 - 28 dagar. Symptomen kan återkommer efter att den drabbade blivit kliniskt frisk ifrån första utbrottet.

### Diagnos
För att diagnostisera Yersinios hos en individ använder läkare sig av generell avföringsdiagnostik. Avföringsprover analyseras mot bakteriell odling. Hur effektivt detta sätt är för att hitta spår av Y. enterocolitica i avföring är ännu inte fastställt. Man kan också ställa en diagnos med hjälp av blodprov som visar antikroppar mot Y. enterocolitica. Vid diagnos visar det på att sänkan ökat hos individen även leukocyter och C-reaktivt protein ökar.

### Behandling
I de flesta fall behövs inte någon slags behandling för Yersinios. Människor med ett friskt och fungerande immunförsvar återhämtar sig oftast utan behandling efter ca.1-3 veckor.  I många fall av Yersinios behandlas bara symptomen, så som vätskebrist vid kraftig diarré. 
Vid väldigt svåra fall av Yersinios, kraftig diarré eller septisk sjukdom, kan en antibiotikabehandling övervägas. I behandlingen används läkemedel så som Ciprofloxacin och Doxycyklin. Enligt en studie utförd i Tyskland, där 110 stammar av Y. enterocolitica testades för antibiotikaresistens, har det visat sig att Y. entercolitica är resistent mot ampicillin. I Sverige saknas det i dagsläget en sammanlagd redovisning av antibiotikaresistens hos svenska humanstammar. Detta eftersom behovet av antibiotikakurer för Yersinios hos befolkningen är jämförelsevis få. 

### Följdsjukdomar
Infektion av Y. enterocolitica kan leda till kroniska sjukdomar som ledbesvär till exempel Yersinia-artrit. Dessa ledsymptom uppstår hos ca. 10 - 30% av fallen och visas ca.1-4 veckor efter bukinflammationen. Ledbesvären pågår i ca. 3-5 månader och ca. 15% får kroniska besvär. Risken för kroniska besvär är högre för individer med diabetes, skrumplever eller andra allvarliga sjukdomar. Följdsjukdomar som uppstår efter första infektionen drabbar främst äldre. Bakterien kan även röra sig via blodbanan hos personer med hög halt järn i blodet eller hos personer med ett nedsatt immunförsvar. Blodgivare som inte har symptom men är bärare av Y.Enterocolitica kan i samband med blodtransfusion överföra bakterien. Y.enterocolitica överlever olika reningssteg före transfusion. Mottagaren av blodet blir då också infekterad. Detta ger en ökad risk för blodförgiftning som har hög dödlighet. 

## Utbrott i Sverige
I Sverige har det nästan enbart rapporterats enstaka fall av Yersinios, utbrott är ovanliga men de har förekommit. Det har skett 7 möjliga utbrott av Y. enterocolitica i Sverige under åren 1980-2013 men smittkällorna har ej kunnat spåras i någon av fallen. 
Det största utbrottet i Sverige ägde rum i Göteborg 2010 där cirka 60 personer insjuknade. Vid odling hittades Y. enterocolitica men två personer visade positivt för salmonella och därför betecknas utbrottet som ett misstänkt yersinia-salmonellautbrott. Under 2000-talet har yersiniosinfektioner både ökat och minskat. Under 2004 rapporterades nästan 600 fall av smittan i Sverige, medan det år 2012 uppgick till endast 254 inrapporterade fall. Man kan se en minskning av inrapporterade fall sedan 2004. Orsaken till att smittan minskar är fortfarande okänd. Trots att en infektion av Yersinia bakterien hos människan i Sverige är anmälningspliktig enligt smittskyddslagen tros det ske ett stort bortfall eftersom symptomen kan vara lindriga och analysmetoderna bristfälliga. Trots att det funnits en del utbrott världen över är det svårt att identifiera källan för bakterien eftersom den kan förekomma inte bara i kött utan också i grönsaker och mjölkprodukter.